# Crailsheim
Crailsheim là một thị xã thuộc German state of Baden-Württemberg, 32 km east of Schwäbisch Hall, 40 km về phía tây nam Ansbach ở huyện Schwäbisch Hall, lập năm 1338.
Các khu vực dân cư thuộc đô thị Crailsheim gồm có: Ingersheim gồm Altenmünster và Rotmühle, Tiefenbach, Onolzheim, Roßfeld, Jagstheim, Westgartshausen, Goldbach, Triensbach và Beuerlbach.
Crailsheim kết nghĩa với:
- Worthington Minnesota ở Hoa Kỳ
- Pamiers ở Pháp
- Jurbarkas ở Lituania
- Biłgoraj ở Ba Lan